# Northern Type C
Northern Type C ist eine Modellreihe von Personenkraftwagen von Northern Manufacturing Company. Sie kam 1904 auf den Markt und wurde bis 1908 in jeweils leicht überarbeiteter Form in den folgenden Ausführungen angeboten:
- Northern und Silent Northern 12 HP (1904)
- Northern und Silent Northern 15 HP (1904–1905)
- Northern und Silent Northern 17 HP (1905–1906)
- Northern und Silent Northern 18 HP (1905–1906)
- Northern und Silent Northern 20 HP (1906–1908)
- Northern und Silent Northern Type C 20 HP (1906–1907)
- Northern und Silent Northern Type C 24 HP (1908)

Der Hersteller verwendete gelegentlich den Begriff Northern Touring Car, der aber missverständlich ist, weil einerseits auch die Northern-Oberklassemodelle L und K überwiegend als Touring karossiert wurden und andererseits die Zweizylinder-Baureihe auch mit anderen Aufbauten erhältlich war. Vom 18 HP und 20 HP/Type C gab es auch eine Nutzfahrzeugversion als Lieferwagen.

## Modellgeschichte
Das Fahrzeug war ein innovatives Mittelklassemodell mit Zweizylindermotor.
Mit dem Runabout war es dem Ingenieur Maxwell gelungen, die Marke Northern zu etablieren und den Ruf des Unternehmens als Hersteller von seriös konstruierten und solide gebauten Automobilen zu begründen. Am Entwurf des Fahrzeugs dürfte Maxwell noch beteiligt gewesen sein, die hauptsächliche Arbeit leistete aber wahrscheinlich Charles King.
Die Zweizylinder-Baureihe wurde von 1904 bis 1908 hergestellt. Der moderne Entwurf mit vorne angebrachtem Motor und Hinterradantrieb über eine Kardanwelle konnte beibehalten werden. Das Fahrzeug erfuhr aber praktisch jährlich eine Modellpflege, die nicht nur zu neuen Bezeichnungen führte. Auch die Motorleistung wurde mehrfach erhöht, der Radstand variierte, Northern stellte weitere Karosserievarianten bereit und es gab mindestens zwei optische Retuschen im Bereich des Vorderwagens. Ab 1906 wurde das einzige Nutzfahrzeug dieses Herstellers, ein Lieferwagen, auf diesem Fahrgestell aufgebaut. 1907 richtete Northern in Port Huron (Michigan) ein zweites Werk ein, in dem ausschließlich der Type C hergestellt wurde.
King verwirklichte hier innovative technische Lösungen, die zur Vereinfachung der Fahrzeugbedienung beitrugen. Diese wurde in den folgenden Northern Type K und L perfektioniert.

### Northern 12 HP und 15 HP (1904–1905)

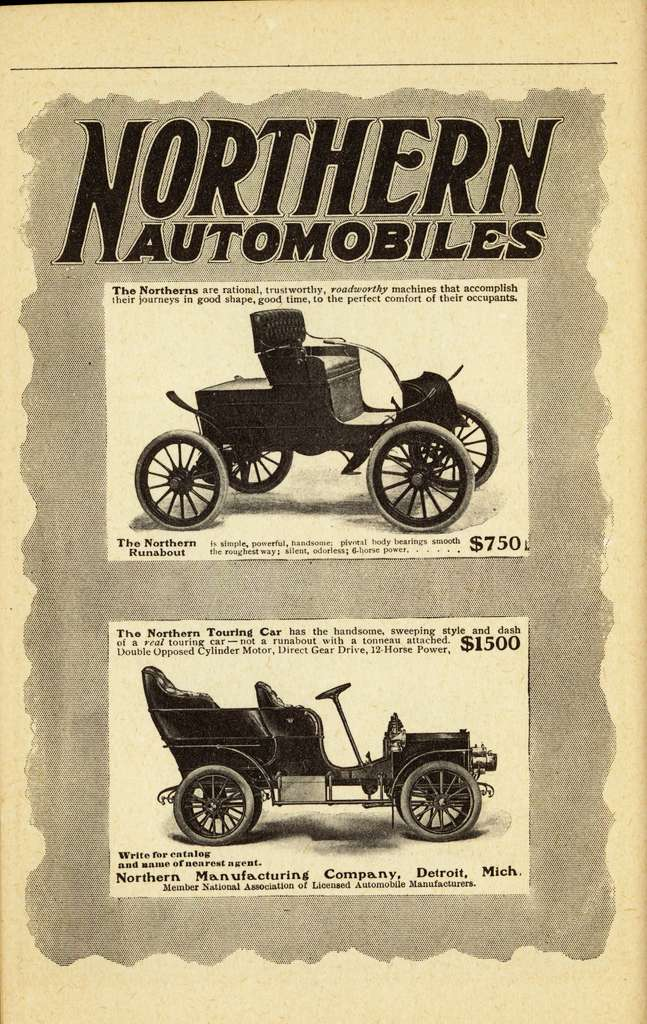
Diese ominöse Anzeige in einer Sondernummer von Frank Lesley's Monthly Magazine vom Januar 1904 ist der einzige Hinweis auf einen Northern 12 HP.

Wie das kleinere Northern Runabout war auch das neue Zweizylindermodell ein sorgfältig gebautes Automobil. Diese Neukonstruktion orientierte sich an damals modernen Lösungen und unterschied sich im Layout grundsätzlich vom Runabout. Vom 12 HP liegt nur eine illustrierte Anzeige in einer Automobil-Sonderausgabe vor. Diese erschien im Januar 1904 und bewarb auch den Northern 6 HP. Etwas irreführend werden die Fahrzeuge darin Northern Runabout (5 HP) und Northern Touring Car (12 HP) genannt. Die Abbildung des 12 HP zeigt einen Aufbau als Tonneau mit Heckeinstieg. Obwohl danach auch 15 HP und frühe 18 HP als Touring Car bezeichnet wurden, sind auch diese nicht als Touring mit seitlichem Einstieg zum Fond karossiert. Northern scheint sich mit dieser Bezeichnung eher auf den Verwendungszweck der Fahrzeuge als Reisewagen bezogen zu haben; Runabouts waren eher für kürzere Distanzen geeignet und wurden gerne von Ärzten für Hausbesuche verwendet.
Ob der 12 HP nur angekündigt wurde, ob er nur ein Prototyp war oder ob es sogar eine kurze Produktion gab, lässt sich nicht klären. Northern vermerkte, dass das Fahrzeug mit zwei Sitzreihen konzipiert war und kein Zweisitzer mit aufgesetztem Tonneau-Aufsatz im Fond war. Die einzigen genannten technischen Details, Zweizylinder-Boxermotor und Direktantrieb (für den oberen Gang) stimmen mit den späteren Ausführungen überein.
Im Spätsommer 1903 war Northern in die A.L.A.M. (Association of Licensed Automobile Manufacturers) aufgenommen worden und wurde in der ersten Ausgabe des Jahrbuches der Vereinigung angeführt.

### Northern 17 HP und 18 HP (1905–1906)

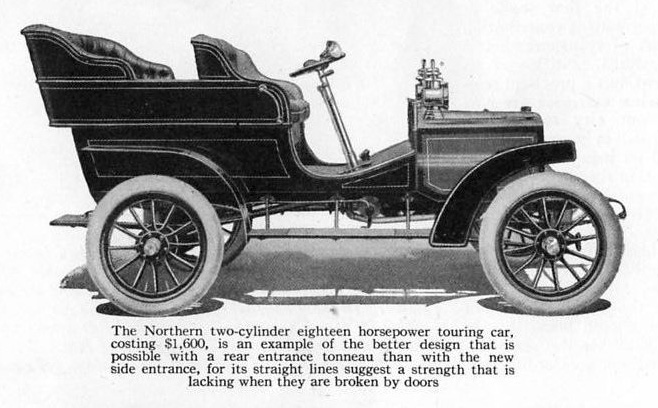
Northern 18 HP Touring Car als Tonneau mit Heckeinstieg (1905).

Diese Fahrzeuge scheinen technisch identisch gewesen zu sein. Die etwas höhere Leistung war 1905 dem Two Passenger Touring Car mit kürzerem Radstand (88 statt 100 resp. 102 Zoll; 2235, 2540 resp. 2591 mm) vorbehalten. Im amerikanischen Englisch ist mit Limousine ein geschlossenes Fahrzeug zum Chauffeurbetrieb gemeint; zu dieser Zeit war das Chauffeurabteil seitlich offen. Auch die Northern Limousine ist so illustriert. Sie wird unterschiedlich mit einem Radstand von 100 resp. 102 Zoll dargestellt. Im A.L.A.M.-Jahrbuch wird der 17 HP als Touring mit Seiteneinstieg abgebildet; gemäß nebenstehender Anzeige war er zumindest 1905 auch als Tonneau und mit dem 18 HP-Motor lieferbar.
Diese Fahrzeuge weisen eine seitlich etwas stärker gerundete Motorhaube auf, die zunächst auch am Nachfolger Type C zu finden ist.

### Northern Type C (1906–1908)

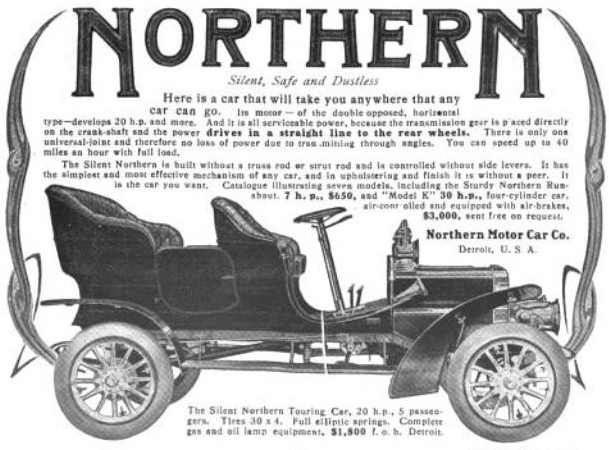
Anzeige für Northern Type C (1906).

- Northern und Silent Northern 20 HP (1906–1908)
- Northern und Silent Northern Type C 20 HP (1906–1907)
- Northern und Silent Northern Type C 24 HP (1908)

1906 wurde der Unternehmensname von Northern Manufacturing Company auf Northern Motor Car Company geändert. Die Baureihe weist kleinere Änderungen in der Formgebung und beim Radstand auf. Der Zweizylindermotor war eine Weiterentwicklung des 18 HP. 1906 und 1907 war er die einzige Motorisierung des Type C, 1908 wurde die Leistung auf 24 HP erhöht.
Touring und Limousine wurden 1906 mit je 106 Zoll (2692 mm) Radstand angeboten, für den Two Passenger Touring Car standen gemäß der gleichen Quelle drei Fahrgestelle mit 88 Zoll (2235 mm; wie im Vorjahr), 100 Zoll (2540 mm) und ebenfalls 106 Zoll (2692 mm) zur Auswahl, nach einer anderen gab es das Fahrzeug nur in der kürzesten Ausführung.

## Technik

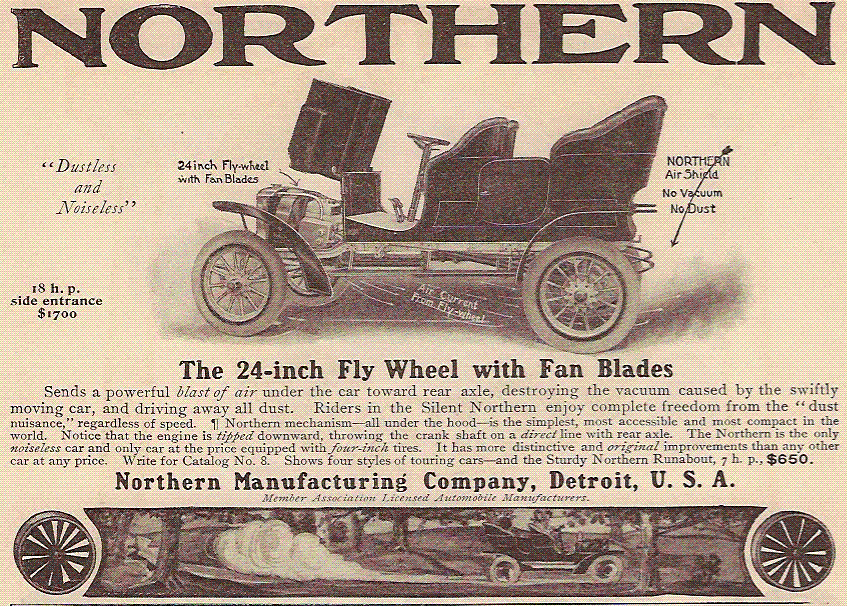
„Staubfrei und geräuschlos“: Anzeige für den Northern 18 HP mit technischen Besonderheiten wie dem Schwungrad mit eingegossenen Ventilator-Blättern und dem als „Staub-Schild“ gestaltetem Heck. Sichtbar ist auch die nach hinten geneigte Einbauposition des Motors. (1905).

Die Northern-Zweizylindermodelle ließen sich ohne die üblichen, seitlich angebrachten Handhebel für Getriebe und Handbremse bedienen. Zum Beschleunigen und Bremsen diente ein einziger Handhebel an der Lenksäule. Bis 1908 war das System so ausgereift, dass die Fahrzeugbedienung komplett an der Lenksäule angebracht war, allerdings wurde nur noch die Limousine in dieser Form angeboten. Northern legte auch Wert auf die Feststellung, dass alle wichtigen Komponenten unter der Motorhaube leicht zugänglich waren.

### Technische Daten
Einigermaßen vollständige Daten liegen erst ab 1906 vor; diese weichen allerdings teilweise voneinander ab, so beispielsweise beim Hubraum oder dem Radstand. Dafür gibt es verschiedene Erklärungen. Wahrscheinliche Ursachen sind neben kurzfristig eingeführten Änderungen am Fahrzeug etwa Verwechslungen von Baujahr und Modelljahr oder ungenaue Herstellerangaben. Anhaltspunkte für die nachstehende Zusammenstellung lieferten der meistens akkurate Standard Catalog of American cars, 1805–1942. von Beverly Rae Kimes und Henry Austin Clark, jr., Robert D. Dluhys akribisches American Automobiles of the Brass Era: Essential Specifications of 4,000+ Gasoline Powered Passenger Cars, 1906–1915 sowie das Handbook of Gasoline Automobiles der Association of Licensed Automobile Manufacturers, das für die Jahre 1904 bis 1906 als Faksimile vorliegt. Eine sehr interessante, frühe Quelle ist Frank Leslie's Popular Monthly Magazine, das im Januar 1904 die Sondernummer The Automobile of 1904 herausbrachte und sowohl herstellerbasierte Kurzinformationen, Anzeigen wie auch einen allgemeinen redaktionellen Teil umfasst. Von der Existenz der ersten Ausführung der Baureihe, dem 12 HP, haben wir nur hierdurch Kenntnis.

### Motorkonstruktion
Der Zweizylindermotor war als wassergekühlter Boxer ausgelegt und eine Weiterentwicklung des Einzylinders aus dem Runabout. Üblicherweise wurden Zwei- und Vierzylindermotoren aus einzelnen Zylindern zusammengestellt, und auf ein gemeinsames Kurbelwellengehäuse gesetzt. In Frage kommen auch paarweise gegossene Zylinder. Eine technische Besonderheit des Motors war ein überdimensioniertes Schwungrad, das allein durch seine Größe (Durchmesser: 24 Zoll entsprechend ca. 61 cm) und Gewicht für Laufruhe gesorgt haben dürfte. Rückseitig waren "Ventilatorblätter" eingegossen, die bei laufendem Motor den Straßenstaub hinter das Auto wirbeln und damit von Fahrer und Passagieren fernhalten sollten.

### Hubraum und Motorleistung
Für die 1904 und 1905 produzierten Modelle liegen weder zu Zylinderbohrung, Hub noch Hubraum direkte Angaben vor. Das Unternehmen war seit Frühsommer 1903 Mitglied der Association of Licensed Automobile Manufacturers, die üblicherweise darauf bestand, dass die angeschlossenen Hersteller die im Hause entwickelte A.L.A.M.-Formel anwendeten. Nach dieser wurde die Leistung nicht gemessen, sondern aus der Zylinderbohrung errechnet.
Einzig für den 15 HP von 1904 werden eindeutig bhp vermerkt; dies ist aber bereits für das Runabout des gleichen Jahres nicht mehr belegt. Die Bohrung des nur aus einer einzelnen Anzeige bekannten 12 HP hätte nach dem A.L.A.M.-Rating 3⅞ Zoll (98,425 mm) betragen und jene des 15 HP ca. 4,3 Zoll.
Dluhy vermerkt für 20 HP und Type C von 1906 bis 1908 durchwegs einen Hubraum von 249,5 c.i. (4088 cm³) aus 5½ Zoll (ca. 133 mm) Bohrung und 5¼ Zoll (ca. 140 mm) Hub. Nur 1908 nennen die meisten Quellen eine Leistung von 24 HP, so auch Dluhy.
Die Online-Quelle Carfolio nennt bereits für 1906 einen Hubraum von 261,4 c.i. (4283 cm³) bei einem quadratischen Verhältnis von Bohrung und Hub von je 5½ Zoll (ca. 133 mm), aber 20 HP Leistung. Für den bei Conceptcarz vorgestellten Type C Touring von 1908 werden (wahrscheinlich gerundete) 260 c.i. und 24 HP angeführt. Die einzige Erklärung für diese Inkonsistenz ist ein Übertragungsfehler in einer der Quellen. Für die Modellübersicht wurde daher die plausibelste und von einem noch existierenden Auto abgeleitete Darstellung gewählt, wonach der größere Motor nur 1908 verwendet wurde, was auch die höhere Leistung von 24 statt 20 HP erklärt.

### Kraftübertragung
Die Baureihe verwendete vermutlich durchwegs, sicher aber ab dem 15 HP, ein Zweigang-Planetengetriebe mit Rückwärtsgang. Der obere Gang war direkt ausgelegt. Für einen sehr frühen 18 HP wird ebenfalls dieses Getriebe vermerkt.
Der Antriebsstrang des Northern Touring Car darf als sehr modern gelten. Der vorn angebrachte Motor war bereits mit dem Getriebe verblockt – eine Lösung, die sich erst Jahre später allgemein durchsetzte – und nach hinten geneigt im Fahrgestell aufgehängt. Dies brachte Kurbelwelle und Hinterachse in eine ideale Position und erlaubten der Kardanwelle eine leise und verschleißarme Kraftübertragung.

### Fahrgestell
Das System des Haupt- und Hilfsrahmens, das im Runabout verwendet wurde, lässt sich für die Zweizylinder-Baureihe nicht mehr nachweisen. Bereits aus der frühesten bekannten Abbildung zum 12 HP lässt sich ableiten, dass die Karosserie direkt auf dem Fahrgestell ruhte. Der Hersteller nennt von 1904 bis 1906 „Winkelstahl“ als Ausgangsmaterial. Es gibt keine Hinweise darauf, dass dies später geändert wurde.
Sehr wohl geändert wurde der Radstand, und das mehrmals. Eine Zusammenstellung findet sich in der Modellübersicht, wo die Darstellung einer Hauptquelle übernommen wurde. Für Unklarheit sorgte der Hersteller selber, der 1906 den Zweisitzer in gleich drei Längen (88, 100 und 106 Zoll; entsprechend 2235, 2540 und 2692 mm Radstand) ausschrieb. Dem folgt die Fachliteratur nicht oder nur teilweise (88 und 100 Zoll) respektive erst für 1907. Die Spur betrug die für Personenwagen damals üblichen 56 Zoll (1422 mm).
4-Zoll-Reifen wurden bereits 1904 angeführt und Anfang 1905 als Verkaufsargument in einer Anzeige genannt; Räder der Dimension 30 × 4 Zoll sind nachweisbar ab 1905 bis 1908.

### Karosserien

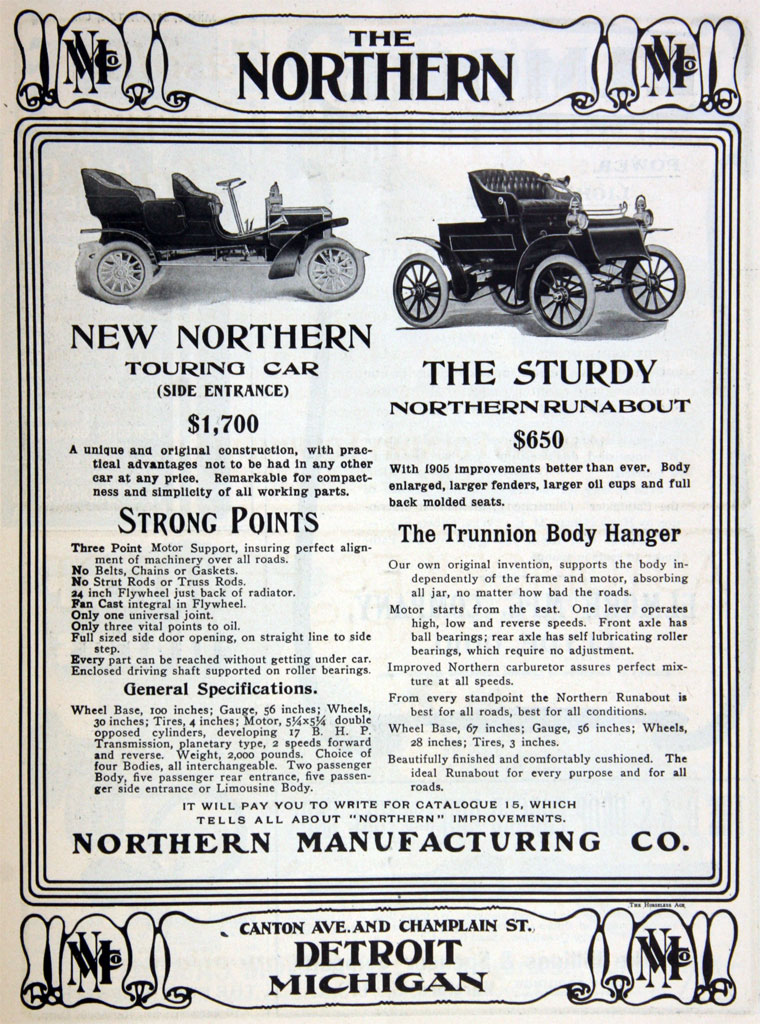
Northern-Anzeige von 1905 mit Runabout und Touring Car. Dieser wird bereits als 17 HP bezeichnet.

Die Karosserien waren zeittypisch aus Holz gefertigt. Es wurden keine Angaben dazu gefunden, ob sie Northern in einer eigenen Werkstatt hergestellt oder zugekauft hat. Vom 12 HP ist nur eine Anzeige bekannt, die das Fahrzeug als Touring car bezeichnet aber ein Tonneau mit Heckeinstieg abbildet. In dieser Fahrzeugart sitzen sich je zwei Passagiere seitlich gegenüber. Für eine dritte Person gibt es einen Klappsitz in der Tür. Wird dieser abgeklappt, bildet sich demnach eine U-förmige Sitzfläche. Es scheint, dass diese Bauform auch im 15 HP und 18 HP verwendet wurde.
Für die 1905 eingeführten Zweisitzer dieser Baureihe verwendete Northern zunächst den selten verwendeten Begriff Two Passenger Touring Car, was sich wohl auf die Verwendung für größere Strecken und nicht auf die gleichnamige Bauform bezieht. Die Abbildungen zeigen jeweils ganz normale Runabouts. Als solche werden sie ab 1907 auch bezeichnet.
Es ist unwahrscheinlich, dass sich die 1908 erneut aufgenommene Bezeichnung Tonneau auf ein solches bezieht. Mit Seiteneinstieg ist der Begriff synonym zu Touring. Tatsächlich weist ein erhaltener Type C von 1908 einen seitlichen Zugang zum Fond und eine konventionelle Rückbank auf.
Je nach Modelljahr waren auch weitere Varianten lieferbar. Limousinen waren infolge des höheren Arbeitsaufwands und meist besseren Materialien generell bis zu 50 % teurer. Dies änderte sich erst in den 1920er Jahren. Die Modellübersicht bietet einen Überblick über die erhältlichen Ausführungen und ihre Preise, wobei Sonderanfertigungen nicht unüblich waren und in der Regel von Spezialbetrieben vorgenommen wurden. Interessant an nebenstehender Anzeige ist, dass im Text vier "austauschbare" Karosserievarianten erwähnt werden.

### Nutzfahrzeuge
Northern bot nur in der Zweizylinder-Baureihe auch Nutzfahrzeuge an. Sie sind von 1906 bis 1908 als Delivery Van, also geschlossene Lieferwagen mit einer Nutzlast von 1200 lb (ca. 1,6 t), belegt. Der Radstand ist nicht bekannt; oft waren solche Ausführungen ab Werk länger und erhielten einen verstärkten Rahmen, stärkere Federn und Räder und manchmal auch Doppelräder an der Hinterachse.

## Modellübersicht
| Modell | Bj.  | Motor      | Hubraum c.i./cm³ | Leistung HP A.L.A.M. oder bhp | Radstand Zoll/mm                | Karosserie              | Preise US$    | Bemerkungen                       |
| ------ | ---- | ---------- | ---------------- | ----------------------------- | ------------------------------- | ----------------------- | ------------- | --------------------------------- |
| 12 HP  | 1904 | 2 sv Boxer |                  | 12 HP                         |                                 | Tonneau                 | 1500,-        | [ 3 ]                             |
| 15 HP  | 1904 | 2 sv Boxer |                  | 15 bhp                        | 88 / 2235                       | Touring, 5 Pl.          | 1500,-        | [ 1 ] [ 4 ]                       |
| 15 HP  | 1904 | 2 sv Boxer |                  | 15 bhp                        | 88 / 2235                       | Tonneau, 5 Pl.          | 1500,- 1700,- | mit festem Dach                   |
| 17 HP  | 1905 | 2 sv Boxer |                  | 17 HP                         | 100 / 2540                      | Touring, 5 Pl.          | 1700,-        | [ 1 ]                             |
| 17 HP  | 1905 | 2 sv Boxer |                  | 17 HP                         | 102 / 2591                      | Chauffeur-Lim., 5 Pl.   | 2500,-        | [ 1 ]                             |
| 18 HP  | 1905 | 2 sv Boxer |                  | 18 HP                         | 88 / 2235                       | Runabout, 2 Pl.         | 1500,-        | Bezeichnet als "2-pass. Touring". |
| Type C | 1906 | 2 sv Boxer | 249,5 / 4088     | 20 HP                         | 88 / 2235 100 / 2540 106 / 2692 | Runabout, 2 Pl.         | 1650,-        | [ 1 ] [ 5 ] [ 5 ] [ 5 ]           |
| Type C | 1906 | 2 sv Boxer | 249,5 / 4088     | 20 HP                         | 106 / 2692                      | Touring, 5 Pl.          | 800,-         | [ 1 ] [ Anm. 2 ]                  |
| Type C | 1906 | 2 sv Boxer | 249,5 / 4088     | 20 HP                         | 106 / 2692                      | Chauffeur-Lim., 4/5 Pl. | 2800,-        | [ 1 ]                             |
| Type C | 1906 | 2 sv Boxer | 249,5 / 4088     | 20 HP                         | 106 / 2692                      | Delivery Van 1200 lb    | 1600,-        | [ 13 ] [ 14 ]                     |
| Type C | 1907 | 2 sv Boxer | 249,5 / 4088     | 20 HP                         | 88 / 2235                       | Runabout, 2 Pl.         | 1600,-        | [ 1 ]                             |
| Type C | 1907 | 2 sv Boxer | 249,5 / 4088     | 20 HP                         | 100 / 2540                      | Touring, 5 Pl.          | 1700,-        | [ 1 ]                             |
| Type C | 1907 | 2 sv Boxer | 249,5 / 4088     | 20 HP                         | 106 / 2692                      | Touring, 5 Pl.          | 1800,-        | [ 1 ]                             |
| Type C | 1907 | 2 sv Boxer | 249,5 / 4088     | 20 HP                         | 106 / 2692                      | Chauffeur-Lim., 5 Pl.   | 3000,-        | [ 1 ]                             |
| Type C | 1907 | 2 sv Boxer | 249,5 / 4088     | 20 HP                         | 106 / 2692                      | Delivery Van 1200 lb    | 1600,-        | [ 13 ] [ 14 ]                     |
| Type C | 1908 | 2 sv Boxer | 261,4 / 4283     | 24 HP                         | 100 / 2540                      | Roadster                | 1600,-        | [ 1 ]                             |
| Type C | 1908 | 2 sv Boxer | 261,4 / 4283     | 24 HP                         | 106 / 2692                      | Tonneau                 | 1600,-        | [ 1 ]                             |
| Type C | 1908 | 2 sv Boxer | 261,4 / 4283     | 24 HP                         | 106 / 2692                      | Chauffeur-Lim.          | 2800,-        | [ 1 ]                             |
| Type C | 1908 | 2 sv Boxer | 261,4 / 4283     | 24 HP                         | 106 / 2692                      | Delivery Van 1200 lb    | 1600,-        | [ 13 ] [ 14 ]                     |

Die Hubraumangabe für 1908 ist interpretiert. Vgl. dazu Motorleistung.
Aufgrund von Rundungen in den Quellen kann es bei der Berechnung des Hubraums zu Scheingenauigkeit kommen.
Die Angaben in dieser Tabelle wurden aus mehreren Quellen zusammengestellt und teilweise umgerechnet. Sie beruhen auf dem von der Association of Licensed Automobile Manufacturers entwickelten A.L.A.M.-Rating.

## Northern Zweizylindermodelle heute
Diese Baureihe ist heute sehr rar. Bekannt sind derzeit ein auf 1904 datiertes Tonneau 18 HP in dunkelgrün mit cremefarbigem Fahrgestell, das 2008 am Pebble Beach Concours d’Elegance zu sehen war und ein Model C Touring in Dunkelrot, das 2014 am Concours d'Elegance Stan Hywet Hall & Gardens gezeigt wurde.